# Bothriocline ruwenzoriensis
Bothriocline ruwenzoriensis là một loài thực vật có hoa trong họ Cúc. Loài này được (S.Moore) C.Jeffrey mô tả khoa học đầu tiên năm 1988.